# 2020 au théâtre
| Années du théâtre : 2017 - 2018 - 2019 - 2020 - 2021 - 2022 - 2023    |
| Décennies du théâtre : 1990 - 2000 - 2010 - 2020 - 2030 - 2040 - 2050 |

Cet article présente les faits marquants de l'année 2020 au théâtre.

## Événements
Les programmations des salles de spectacles sont fortement perturbées en raison de la pandémie de Covid-19 qui entraîne des confinements nationaux mondiaux.

## Festival d'Avignon
Le festival 2020 est annulé en raison de la pandémie de Covid-19.

## Décès
- 12 mai : Michel Piccoli, acteur français, producteur, réalisateur et scénariste français (° 27 décembre 1925).
- 19 juin : Ian Holm, acteur britannico-américain (° 12 septembre 1931).
- 21 août : François Joxe, acteur, metteur en scène, auteur de théâtre et artiste peintre français (° 29 juin 1940).
- 4 septembre : Annie Cordy, actrice, chanteuse et meneuse de revue belge (° 16 juin 1928).
- 11 septembre : Roger Carel, acteur et doubleur français (° 14 août 1927).
- 21 septembre : Michael Lonsdale, acteur et auteur franco-britannique (° 24 mai 1931).
- 5 novembre : Jean-Pierre Vincent, metteur en scène et directeur de théâtre francais.
- 6 novembre : Mikhaïl Jvanetski, humoriste russe (° 6 mars 1934).
- 21 décembre : Safura Ibrahimova, comédienne et actrice azérie (° 27 décembre 1938).
- 22 décembre : Claude Brasseur, acteur français (° 15 juin 1936).
- 31 décembre : Robert Hossein, comédien, dialoguiste et metteur en scène français (° 30 décembre 1927).